# Ювілейна медаль «10 років незалежності України»
Ювілейна медаль «10 років незалежності України» — відзнака України, присвячена 10-й річниці її незалежності.

## Історія
Здійснення матеріального та фінансового забезпечення виготовлення ювілейної медалі «10 років незалежності України» мало бути передбачено в плані заходів щодо підготовки та відзначення 10-ї річниці незалежності України, що вимагав Указ Президента України «Про підготовку до відзначення 10-ї річниці незалежності України» від 14 квітня 2000 року № 597/2000.
Тільки 26 липня 2001 року Кабінет Міністрів України постановив Міністерству фінансів за рахунок резервного фонду уряду виділити Державному управлінню справами 760 тис. гривень на виготовлення 10 тис. комплектів ювілейної медалі та її атрибутів. Останнє мало до кінця 2001 року подати Міністерству економіки та Міністерству фінансів звіт про використання цих коштів.